# Lega professionistica del Golfo persico 2024-2025
La Lega professionistica del Golfo persico 2024-2025 è stata la 42ª edizione del massimo livello del campionato iraniano di calcio, la 24ª edizione come Lega professionistica d'Iran. Il campionato è iniziato il 15 agosto 2024 ed è terminato il 15 maggio 2025. 
Il Tractor ha vinto per la prima volta il campionato, succedendo al Persepolis, che era la squadra campione in carica.

## Stagione

### Novità
Dalla stagione precedente sono state retrocesse in Lega Azadegan le ultime due classificate: Paykan e Sanat Naft Abadan, entrambe dopo otto anni di massima serie. Al loro posto, dalla Lega Azadegam sono state promosse Kheybar Khorramabad e Chadormalu, due debuttanti nella divisione di vertice.

### Formula
Le 16 squadre partecipanti giocano un girone all'italiana con partite di andata e ritorno, per un totale di 30 giornate. Al termine di esse, la prima classificata è campione dell'Iran e si qualifica per la AFC Champions League Elite 2025-2026, mentre la seconda si qualifica per la AFC Champions League Two 2025-2026.
Le ultime due classificate retrocedono in Lega Azadegan.

## Squadre
| Squadra             | Città           | Stagione precedente |
| ------------------- | --------------- | ------------------- |
| Aluminium Arak      | Arak            | 8° in Pro League    |
| Chadormalu          | Yazd            | 1° in Lega Azadegan |
| Esteghlal           | Teheran         | 2° in Pro League    |
| Esteghlal Khuzestan | Ahvaz           | 14° in Pro League   |
| Foolad              | Ahvaz           | 13° in Pro League   |
| Gol Gohar           | Sirjan          | 9° in Pro League    |
| Havadar             | Eslamshahr      | 12° in Pro League   |
| Kheybar Khorramabad | Khorramabad     | 2° in Lega Azadegan |
| Malavan             | Bandar-e Anzali | 7° in Pro League    |
| Mes Rafsanjan       | Rafsanjan       | 10° in Pro League   |
| Nassaji Mazandaran  | Qaemshahr       | 11° in Pro League   |
| Persepolis          | Teheran         | Campione d'Iran     |
| Sepahan             | Isfahan         | 3° in Pro League    |
| Shams Azar          | Qazvin          | 5° in Pro League    |
| Tractor Sazi        | Tabriz          | 4° in Pro League    |
| Zob Ahan            | Esfahan         | 6° in Pro League    |

## Classifica
|                 | Pos. | Squadra             | Pt | G  | V  | N  | P  | GF | GS | DR  |
| --------------- | ---- | ------------------- | -- | -- | -- | -- | -- | -- | -- | --- |
| Iran (bandiera) | 1.   | Tractor Sazi        | 68 | 30 | 21 | 5  | 4  | 57 | 19 | +38 |
|                 | 2.   | Sepahan             | 60 | 30 | 16 | 12 | 2  | 48 | 21 | +27 |
|                 | 3.   | Persepolis          | 60 | 30 | 18 | 6  | 6  | 42 | 20 | +22 |
|                 | 4.   | Foolad              | 53 | 30 | 15 | 8  | 7  | 36 | 30 | +6  |
|                 | 5.   | Gol Gohar           | 47 | 30 | 12 | 11 | 7  | 23 | 16 | +7  |
|                 | 6.   | Zob Ahan            | 42 | 30 | 10 | 12 | 8  | 32 | 28 | +4  |
|                 | 7.   | Malavan             | 39 | 30 | 10 | 9  | 11 | 33 | 33 | 0   |
|                 | 8.   | Aluminium Arak      | 35 | 30 | 7  | 14 | 9  | 30 | 31 | -1  |
|                 | 9.   | Esteghlal           | 34 | 30 | 7  | 13 | 10 | 30 | 33 | -3  |
|                 | 10.  | Chadormalu          | 34 | 30 | 8  | 10 | 12 | 22 | 28 | -6  |
|                 | 11.  | Kheybar Khorramabad | 33 | 30 | 8  | 9  | 13 | 24 | 31 | -7  |
|                 | 12.  | Esteghlal Khuzestan | 31 | 30 | 6  | 13 | 11 | 19 | 30 | -11 |
|                 | 13.  | Shams Azar          | 29 | 30 | 7  | 8  | 15 | 23 | 41 | -18 |
|                 | 14.  | Mes Rafsanjan       | 28 | 30 | 6  | 10 | 14 | 24 | 38 | -14 |
|                 | 15.  | Nassaji Mazandaran  | 23 | 30 | 3  | 14 | 13 | 15 | 28 | -13 |
|                 | 16.  | Havadar             | 22 | 30 | 4  | 10 | 16 | 17 | 48 | -31 |

Legenda:
      Campione dell'Iran e ammessa alla AFC Champions League Elite 2025-2026.
      Ammessa alla AFC Champions League Two 2025-2026.
      Retrocessa in Lega Azadegan 2025-2026
Note:
Tre punti a vittoria, uno a pareggio, zero a sconfitta.
La classifica viene stilata secondo i seguenti criteri:
- Punti conquistati
- Punti conquistati negli scontri diretti
- Differenza reti negli scontri diretti
- Reti realizzate negli scontri diretti
- Goal fuori casa negli scontri diretti (solo tra due squadre)
- Differenza reti generale
- Reti totali realizzate
- Classifica fair-play
- Sorteggio